# Isaac Roop
Pour les articles homonymes, voir Roop.
Isaac Newton Roop, né le 13 mars 1822 dans le Maryland, et décédé le 14 février 1869 à Susanville, en Californie, était un pionnier et un membre de longue date du parti whig. En 1859, il fut le premier gouverneur élu du tout nouveau Territoire du Nevada.

## Biographie
Isaac Newton Roop nait le 13 mars 1822 dans le comté de Carroll. Il se marie avec sa tutrice, Nancy Gardner, le 24 décembre 1840. Dix ans plus tard, il sera fortement affecté par la mort de celle-ci, emportée par la fièvre typhoïde le 20 juin 1850. Veuf, il quitte alors la même année le comté de Carroll avec ses deux fils John et Isaïe et sa fille Susan vers la Californie où il s'efforce de reconstruire sa vie.

## Décès
Il meurt dans sa résidence de Susanville le 14 février 1869. Sa fille Susan Arnold y vivra jusqu'à sa propre mort en 1921. Ils sont enterrés tous deux dans le cimetière de la ville.
Le comté de Roop County (en), dans le Nevavda, est nommé en son honneur.

## Sources
- (en) Cet article est partiellement ou en totalité issu de l’article de Wikipédia en anglais intitulé « Isaac Roop » (voir la liste des auteurs).